# Městské státy Pyu
Městské státy Pyu je historický pojem označující soubor městských států, který vytvářel celek (hovoří se též o kultuře, říši či civilizaci) od zhruba 2. století př. n. l. až do poloviny 11. století, na území dnešního Myanmaru (Barmy). Státy byly založeny tibetobarmsky hovořícím etnikem Pyu. Jednotku vytvářelo pět klíčových měst a řada dalších. Ležela povětšinou na březích třech řek – Mu, Iravádí a Čjintwin. Klíčovým střediskem byl dlouho Halin, v 7. století vliv přešel do města Sri Ksetra. V 9. století oblast rozvrátil nájezd Království Nan-čao. S ním přišlo etnikum zvané dnes Barmánci, které se v oblasti začalo usazovat, zvláště ve městě Pagan. Státy Pyu si udržely relativně nezávislou existenci ještě tři století po invazi, ale nakonec byly pohlceny Pugamským královstvím. Etnikum Pyu ztratilo svůj jazyk kolem 12. století a ve 13. století přijalo barmánskou identitu. Důležitým zdrojem bohatství této oblasti byl obchod s Indií a Čínou, ležela na důležité obchodní cestě mezi těmito dvěma starověkými civilizačními centry (proto jí také v letech 97 a 125 prošlo římské poselstvo mířící do Číny). Zvláště Indie ovlivnila Pyu i kulturně, především průnikem buddhismu. Šlo o první rozšíření buddhismu mimo území Indie. Lunární kalendář, který vznikl v Pyu, je dodnes užíván jakožto Barmský kalendář. Také písmo, jímž je psána současná barmština, má kořeny v písmu Pyu (založeném na bráhmí). Tři z městských států Pyu – Halin, Beikthano a Sri Ksetra – jsou zapsány na seznamu světového dědictví UNESCO, zvláště díky starověkým buddhistickým chrámům, postaveným ve stylu, který došel později největší slávy v nedalekém Paganu. Podle starých čínských kronik byla civilizace Pyu na svou dobu velmi humánní, institut vězení neznala, jediným známým trestem mělo být několik ran bičem.

## Fotogalerie

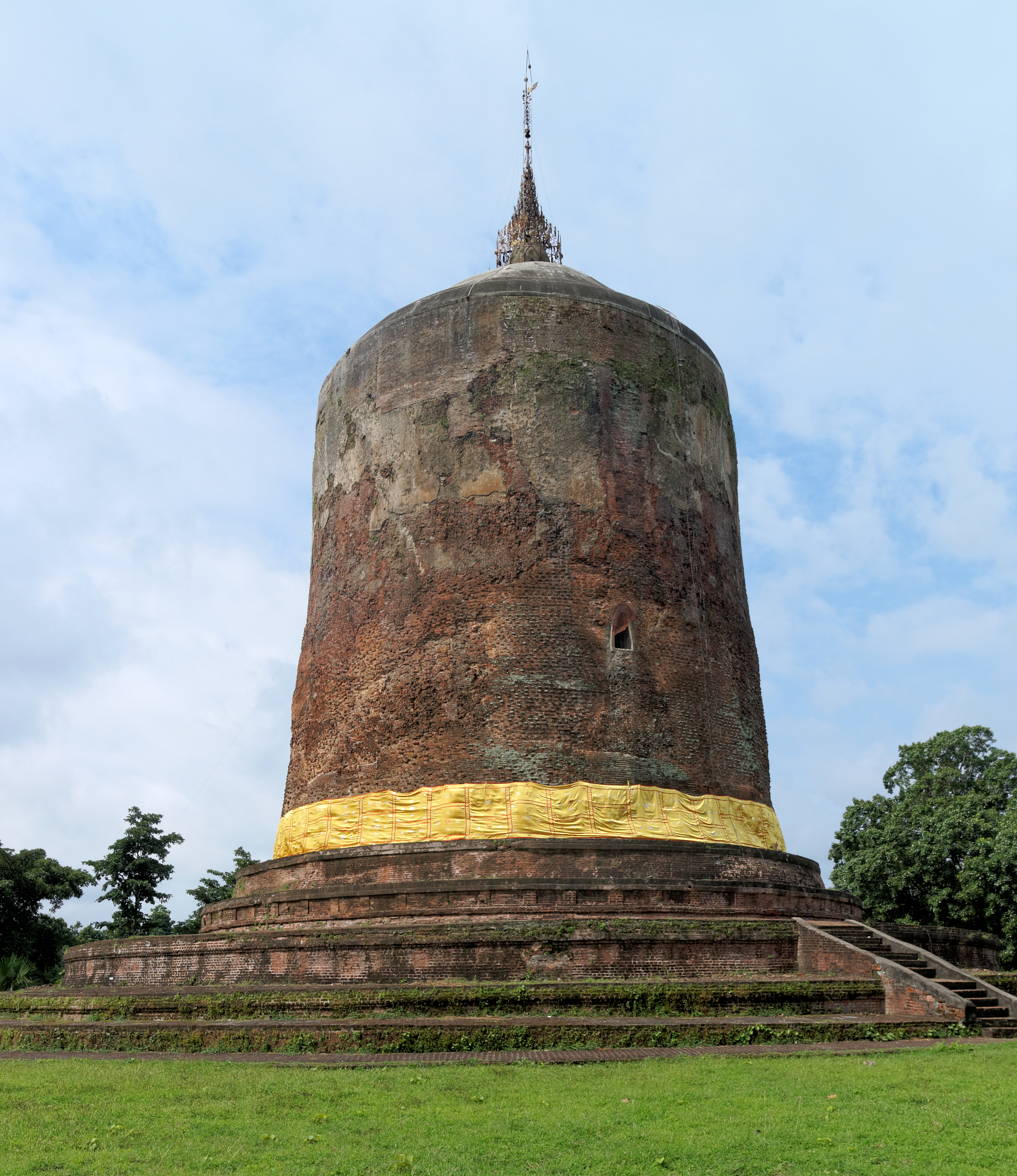
Sri Ksetra
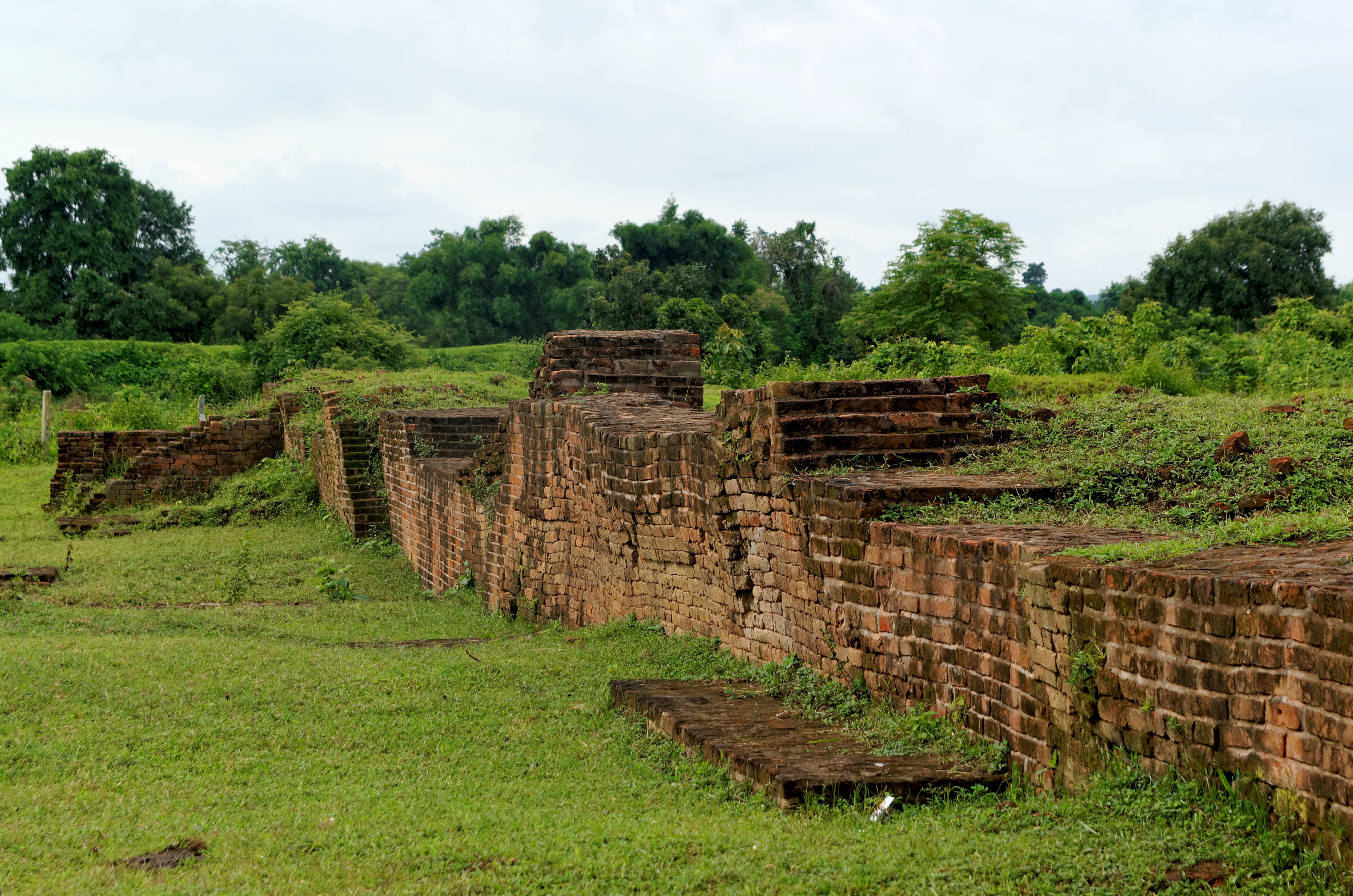
Sri Ksetra
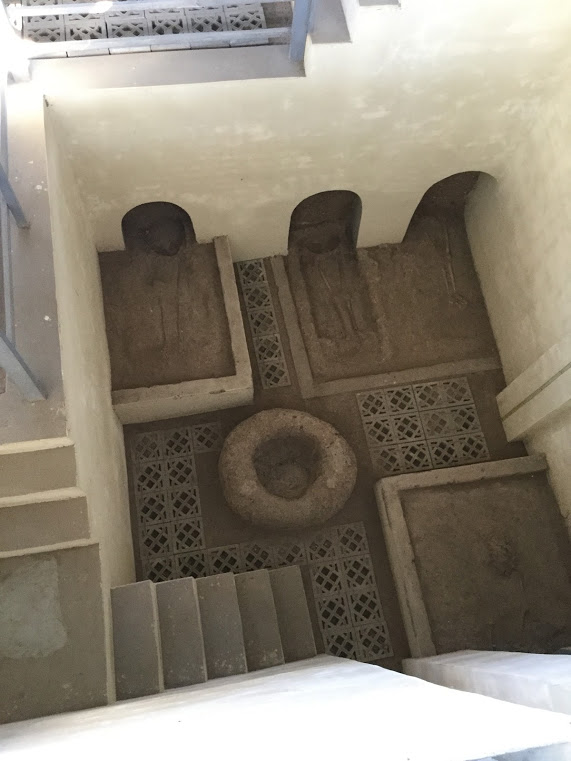
Halin